# Willy Gysi
Willy Eugen Gysi (* 9. Januar 1918 in Basel; † 12. Mai 2001 in Bern) war ein Schweizer Handballspieler.

## Leben
Gysi nahm 1936 als Torwart der Schweizer Handballnationalmannschaft an den Olympischen Spielen in Berlin teil und gewann die Bronzemedaille.